# Phạm Hưng
Phạm Hưng (1927–2018), tên thật: Bùi Văn Tường, là một luật sư và thẩm phán người Việt Nam. Ông từng là Chánh án Tòa án nhân dân tối cao Việt Nam từ tháng 7 năm 1981 đến tháng 5 năm 1997, Chủ tịch Hội Luật gia Việt Nam.

## Sự nghiệp
Phạm Hưng, tên thật Bùi Văn Tường, sinh ngày 15 tháng 1 năm 1927, quê quán tại xã Cương Chính, huyện Tiên Lữ, tỉnh Hưng Yên.

### Hoạt động cách mạng
- Phạm Hưng từng tham gia hoạt động cách mạng tháng Tám năm 1945.[5]
- Tháng 5 năm 1946, ông được kết nạp Đảng Cộng sản Đông Dương.[5]
- Ông trải qua nhiều chức vụ khác nhau như sau.[4]
- Tháng 8/1945 đến tháng 01/1947: Chủ tịch Ủy ban nhân dân cách mạng lâm thời thôn Đặng Xá, xã Cương Chính, huyện Tiên Lữ, tỉnh Hưng Yên. Tháng 2/1947 đến tháng 5/1948: cán bộ Việt Minh huyện Tiên Lữ.
- Tháng 5/1948 đến tháng 1/1949: Phó Bí thư Huyện uỷ, Bí thư huyện bộ Việt Minh huyện Tiên Lữ, tỉnh Hưng Yên.
- Tháng 2/1949 đến tháng 3/1950: Trưởng Ban đảng vụ tỉnh Hưng Yên.
- Tháng 4/1950 đến tháng 7/1951: Bí thư Huyện ủy huyện Phù Cừ, nay là huyện Phù Tiên, tỉnh Hưng Yên.
- Tháng 8/1951 đến tháng 5/1954: Tỉnh ủy viên phụ trách Đảng đoàn Mặt trận tỉnh Hưng Yên, sau đó làm Chính trị viên Tiểu đoàn bộ đội địa phương tỉnh Hưng Yên.
- Tháng 6/1954 đến tháng 02/1957: Trưởng Ban Tuyên huấn Bộ Tư lệnh Khu Tả Ngạn.
- Tháng 3/1957 đến tháng 9/1958: Trợ lý Ban Tuyên huấn Quân khu Tả Ngạn.

### Công tác ngành Tòa án
- Tháng 10/1958 đến tháng 5/1959: cán bộ Viện Công tố Trung ương.
- Tháng 6/1959 đến tháng 02/1960: Công tố viên Viện Công tố Hải Phòng.
- Tháng 02/1960 đến tháng 10/1963: Thẩm phán, Phó Chánh án, Chánh án Toà án nhân dân thành phố Hải Phòng.
- Tháng 11/1963 đến tháng 6/1965: học sinh Trường Đảng cao cấp Nguyễn Ái Quốc.
- Từ tháng 7 năm 1965 đến tháng 9 năm 1976, Phạm Hưng giữ chức vụ Chánh án Tòa án nhân dân thành phố Hải Phòng và đại biểu Hội đồng nhân dân thành phố Hải Phòng.[4]
- Từ tháng 10 năm 1976 đến tháng 7 năm 1981, Phạm Hưng làm Thẩm phán, Ủy viên Ban cán sự đảng, Phó Chánh án TANDTC.[4]
- Tháng 7/1981, ông giữ chức vụ Chánh án TANDTC.[4]
- Ông giữ chức vụ này đến tháng 5 năm 1997.[2]
- Ông là Ủy viên Ban Chấp hành Trung ương Đảng Cộng sản Việt Nam khóa 5, khóa 6 và khóa 7.[2][5]
- Ông còn là Đại biểu Quốc hội Việt Nam ba khóa 7, 8, 9.[5]
- Phạm Hưng là Bí thư Ban Cán sự Đảng, Chánh án Tòa án nhân dân tối cao.[5]

## Sau khi nghỉ hưu
Từ ngày 1/6/1998 đến tháng 3/1999, Phạm Hưng là cố vấn pháp luật Văn phòng Chủ tịch nước.
Tháng 4/1999 đến tháng 4/2004, ông là Chủ tịch Hội Luật gia Việt Nam, Ủy viên Ủy ban Trung ương Mặt trận Tổ quốc Việt Nam.

## Qua đời và lễ tang
Phạm Hưng từ trần vào lúc 17 giờ 30 ngày 4 tháng 2 năm 2018 (tức ngày 19 tháng 12 năm Đinh Dậu) tại Bệnh viện Hữu Nghị, Hà Nội, không lâu sau sinh nhật 91 tuổi.
Lễ tang ông được tổ chức với nghi thức Lễ tang cấp nhà nước, do Nguyễn Hòa Bình, Chánh án TAND Tối cao Việt Nam làm trưởng ban.
Thi thể ông được hỏa táng ở đài hóa thân Hoàn Vũ, Văn Điển, Hà Nội, sau đó được an táng tại nghĩa trang thôn Đặng Xá, xã Cương Chính, huyện Tiên Lữ, tỉnh Hưng Yên.

## Khen thưởng
- Huân chương Độc lập hạng nhất
- Huy hiệu 70 năm tuổi Đảng